# Xã Chester, Quận Arkansas, Arkansas
Xã Chester (tiếng Anh: Chester Township) là một xã thuộc quận Arkansas, tiểu bang Arkansas, Hoa Kỳ. Năm 2010, dân số của xã này là 260 người.